# 金庚培
金 庚培（キム・ギョンベ、朝鮮語: 김경배、1894年10月5日または1895年 - 1965年4月17日）は、日本統治時代の朝鮮の独立運動家、大韓民国の政治家。制憲、2代韓国国会議員。

## 経歴
李氏朝鮮黄海道延白郡（現・朝鮮民主主義人民共和国黄海南道）または黄海北道生まれ。平壌大城中学校卒業、駒澤大学専門部政治科修了。駒澤大学在学中に三・一運動に参加したため、後は投獄された。1927年、満州で大韓独立党に加入し、義成団副団長を務めた後、朝鮮に潜入し地下活動を行ったが、九月山事件で再び逮捕され、2年間服役した。解放後は延白面長、延白郡守、延白水利組合長を務めた。1948年の初代総選挙と1950年の第2代総選挙では延白郡甲選挙区から出馬し当選したほか、憲法起草委員、反民族行為特別調査委員会委員長を歴任した。朝鮮戦争の際に北朝鮮に拉致され、1956年7月から在北平和統一促進協議会中央執行委員を務め、71歳で死去した。